# Жилой дом Крашенинниковых
Жилой дом Крашенинниковых — исторический особняк в Москве, расположенный по адресу Кожевническая улица, дом 20, строение 19. Построен в 1800 году. Жилой дом Крашенинниковых имеет статус объекта культурного наследия регионального значения.

## История
В 1800 году московские купцы Крашенинниковы подали прошение о строительстве нескольких домов на Кожевнической улице, среди которых был и каменный двухэтажный жилой дом. Во время пожара 1812 года он серьёзно пострадал, но через пять лет был восстановлен. С тех пор его фасад оставался неизменным. Дом имеет три этажа, подвал и является типичным примером застройки ремесленной улицы Москвы.
В конце XIX — начале XX века дом принадлежал купцу первой гильдии Николаю Сергеевичу Растеряеву. В 1896 году он сделал к дому двухэтажную каменную пристройку со стороны двора. Во дворе он разместил постройки своего лудильного завода, где выпускались свинцовые трубы. По сведениям 1914 года, в доме размещались заводская контора, квартиры мастера, управляющего и служащих. В 1930-х годах в бывшей усадьбе было открыто авторемонтное предприятие «Аремкуз» Главмостранса.
Из-за частой смены владельцев и назначения здания, его оригинальные интерьеры практически полностью утрачены. Сохранились характерные для послепожарной застройки оконные и дверные проёмы, цоколь, треугольные сандрики над окнами второго этажа и междуэтажный карниз.
В 2018 году дом получил статус объекта культурного наследия регионального значения. Реставрируется.